# 孟義
孟 義（もう ぎ、生没年不詳）は、モンゴル帝国（大元ウルス）に仕えた漢人将軍の一人。済南府の出身。

## 生涯
孟義は父の孟徳が1262年（中統3年）に引退した後、万戸の地位を継承し、沂州・郯城に駐屯した。1263年（中統4年）には虎符を下賜され、1264年（至元元年）からは郯城を守った。1269年（至元6年）には山東統軍のテチの指揮下に入って五河口攻めに加わり、戦功を挙げている。1272年（至元9年）には懐遠大将軍・宿州万戸の地位を授かり、1274年（至元11年）には正陽を攻めてきた南宋の将の夏貴を撃退する功績を挙げている。
1275年（至元12年）からは南宋領侵攻に加わり、安慶府の攻撃などに功績があった。1276年（至元13年）3月には陥落した杭州を守るよう命じられ、同年9月には福建・温州・台州の平定に従事した。1277年（至元14年）4月には昭勇大将軍・瑞州路ダルガチの地位を授けられ、同年10月には婺州路に移った。1279年（至元16年）には昭勇大将軍・招討使の地位を授けられた。1285年（至元22年）には再び沂郯万戸に任命されたが、1295年（元貞元年）に老齢を理由に職を辞した。
その後、息子の孟智が地位を継いで三珠虎符・宣武将軍を下賜され、万戸となった。1315年（延祐2年）には明威将軍の地位に進んだが、病となって引退し、息子の孟安世が後を継いでいる。